# Bagatela sin tonalidad
La Bagatela sin tonalidad, también conocida por su título en francés Bagatelle sans tonalité y en alemán Bagatelle ohne Tonart, S.216a, es una composición para piano solista escrita por Franz Liszt en el año 1885. 

## Historia
El manuscrito de la bagatela lleva el título de Mephisto-Walzer Nr. 4, por lo que podría haber sido una pieza sustitutoria para la composición que ahora se conoce como Cuarto vals de Mefisto cuando parecía que Liszt no sería capaz de terminarla. De hecho, Bagatelle ohne Tonart aparece como subtítulo en la primera página del manuscrito.

### Estreno y publicación
Al contrario que los Tercer y Cuarto valses de Mefisto, el estreno de esta bagatela tuvo lugar durante la vida de Liszt. Su primer intérprete fue Hugo Mansfeldt, alumno del compositor húngaro, en la ciudad de Weimar el 10 de junio de 1885. Sin embargo, su publicación se retrasó mucho en el tiempo, hasta el año 1955, como también ocurrió con el Cuarto vals de Mefisto.

## Análisis musical
Esta Bagatela sin tonalidad es un vals con una típica forma de baile en secciones, con partes repetidas llenas de originales variaciones. Aunque esta pieza no es especialmente disonante o atonal como puede suceder con las composiciones de Arnold Schönberg, sí que es extremadamente cromática, convirtiéndose en lo que Fetis, contemporáneo de Liszt, denominó como "omnitónico", en el sentido de que carece de una inclinación clara por una tonalidad principal o un tono central. Por otro lado, algunos críticos han sugerido que las diversas bases de la pieza —en otras palabras, sus elementos melódicos y los bajos principales— trabajan juntas para conformar una tonalidad subyacente, en re, lo que además enlazaría esta bagatela con el Cuarto vals de Mefisto en lo que a tonalidad se refiere.

### Música programática
De idéntico modo a los Mephisto-Walzer, la Bagatela sin tonalidad puede ser considerada un ejemplo típico de música programática, tomando como referencia un episodio del Fausto (1836) de Nikolaus Lenau, no del de Goethe.
La siguiente nota de programa, que Liszt tomó de Lenau, aparece en la partitura impresa del Mephisto Waltz No. 1:

Hay un banquete de bodas en curso en la posada del pueblo, con música, baile, parranda. Pasan Mefistófeles y Fausto, y Mefistófeles induce a Fausto a entrar y participar en las festividades. Mefistófeles arrebata el violín de las manos de un violinista letárgico y extrae de él cepas indescriptiblemente seductoras y embriagadoras. El amoroso Fausto gira con una belleza de pueblo de pura sangre en una danza salvaje; bailan el vals en loco abandono fuera de la habitación, al aire libre, en el bosque. Los sonidos del violín se vuelven cada vez más suaves, y el ruiseñor gorjea su canción cargada de amor ".

### Estructura
Escrita en forma de vals, esta pieza continúa siendo uno de los experimentos más notables de Liszt en llevar más allá los límites del sistema tonal, acabando con un fragmento ascendente de séptimas disminuidas. En ocasiones se ha analizado la pieza como si estuviera construida en torno a un acorde simétrico, el acorde disminuido de sol sostenido con el que termina la pieza, con el tritono si-fa que simboliza a Mefistófeles. La falta de una tonalidad principal se debe, según los críticos, al uso en la bagatela de armonías de tritonos y séptimas disminuidas, así como en el final indeterminado de la pieza.
El tema principal de la bagatela, interpretado como scherzando, cambia de fa sostenido a fa natural, sugiriendo una oscilación tradicional entre los modos mayor y menor. Por tanto, los elementos principales de la melodía, mi y la, están combinados con do sostenido en el bajo para formar lo que tradicionalmente se consideraría el dominante.
Una sección contrastante de appassionato contiene una línea de bajo de Do sostenido - Re - Mi bemol – Mi – Fa, que se ajusta a una progresión tonal estándar en Re menor. Además, la actividad motívica entre esta línea de bajo y las características melódicas de la introducción refuerza la importancia de Re como centro tonal, superando los contrastes seccionales. La segunda mitad de este trabajo es básicamente una repetición de la primera mitad con variaciones brillantes basadas, en su mayor parte, en la base armónica subyacente. El hecho de que el Cuarto Vals de Mefisto esté escrito en Re mayor confirma algunas críticas de que Liszt pudo haber tenido la intención de que este trabajo reemplazara al Cuarto Vals, y que, de hecho, fue escrito en 1885.